# Joanis Peridis
Joanis Peridis (gr. Ιωάννης Περίδης; ur. 1864, zm. ?) – grecki strzelec pochodzenia cypryjskiego, medalista Olimpiady Letniej 1906.
Wziął udział w 2 konkurencjach podczas Olimpiady Letniej 1906. W rundzie pojedynczej trapu zdobył srebrny medal, przegrywając w dogrywce o złoto z Geraldem Merlinem (3–4). Ponadto był na 4. miejscu w rundzie podwójnej w trapie.

## Wyniki

### Olimpiada Letnia 1906
| Igrzyska   | Konkurencja                  | Wynik   | Miejsce | Źródło |
| ---------- | ---------------------------- | ------- | ------- | ------ |
| Ateny 1906 | Trap, runda pojedyncza, 16 m | 24 pkt. |         | [ 1 ]  |
| Ateny 1906 | Trap, runda podwójna, 14 m   | 11 pkt. | 4       | [ 2 ]  |